# Kamer van Afgevaardigden (Colombia)
De Kamer van Afgevaardigden van Colombia (Spaans: Cámara de Representantes de Colombia) is het lagerhuis van het Congres van Colombia.
De Kamer van Afgevaardigden bestaat uit 166 leden. Iedere vier jaar worden er congresverkiezingen gehouden. Stemgerechtigd zijn alle inwoners van Colombia met een Colombiaanse nationaliteit en ten minste 25 jaar oud zijn. Om gekozen te worden, dient men ook ten minste 25 jaar oud zijn.

## Verkiezing van de Kamer van Afgevaardigden
Honderdeenenzestig afgevaardigden (Representantes) worden via een districtenstelsel gekozen. Ieder departement van Colombia - 32 in totaal - en het hoofdstedelijk district Bogotá zijn kiesdistricten. Daarnaast zijn er nog vier bijzondere kiesdistricten: een voor de Indiaanse gemeenschappen, twee voor de Afro-Colombiaanse gemeenschappen (negritudes), een voor de Colombianen die in het buitenland wonen en een voor de politieke minderheden die geen vertegenwoordiging in het Colombiaanse congres hebben.

## Zetelverdeling 2006

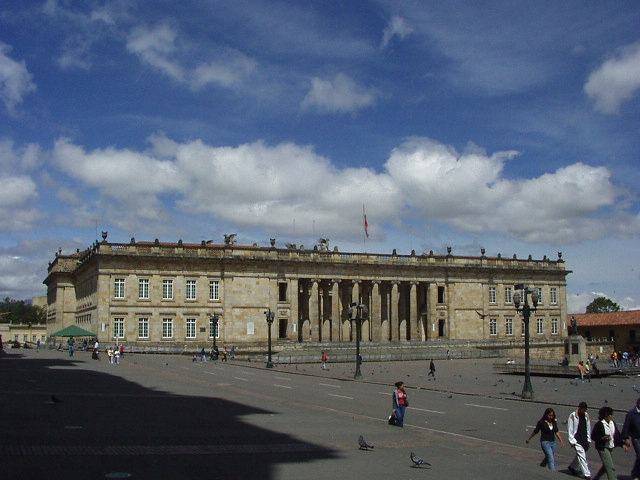
Capitolio Nacional, zetel van het Congres